# Helmut Schneider (Verbandsfunktionär)
Helmut Schneider (* 3. Juni 1931 in Timișoara, Königreich Rumänien) ist ein rumänisch-deutscher Verbandsfunktionär, Ehrenbürger der Stadt Timișoara und Träger des Bundesverdienstkreuzes am Bande der Bundesrepublik Deutschland.

## Ausbildung und Beruf
Helmut Schneider wurde 1931 in Timișoara geboren. Er studierte Maschinenbau an der Polytechnischen Universität Timișoara und brachte während seines Berufslebens in Timișoara drei Patente im Kranbau heraus. In Deutschland arbeitete er bei MAN in Nürnberg.

## Hobbyfotograf
Helmut Schneider betätigte sich in seiner Freizeit auch als Fotograf. Er war in den 1970er Jahren Ausstellungsfotograf und erlangte mit Porträt- und Milieuaufnahmen aber auch mit humoristischen Bildern weltweite Beachtung. 1976 wurde er von der Photographic Society of America auf Platz 50 ihrer Liste mit bedeutenden Fotografen geführt. Sein Bildband Das Banat (Konrad–Theiss–Verlag, 1986) ist ein dem Leben und der Leistung der Banater Schwaben gewidmetes Dokument.

## Soziale Tätigkeit
1965 stellte er einen Ausreiseantrag in die Bundesrepublik Deutschland; als dieser 1975 noch immer nicht genehmigt war, trat er mit seiner Familie in Hungerstreik, worauf seinem Antrag stattgegeben wurde. In Deutschland setzte er sich für seine bedürftigen Landsleute ein.
- Hilfswerk der Banater Schwaben

1985 rief er das Hilfswerk der Banater Schwaben ins Leben, das er bis 2003 leitete. Von 1985 bis 1992 wurden über das Hilfswerk Tausende Lebensmittelpakete ins Banat gesandt. Nach der Revolution im Dezember 1989 konzentrierte er sich darauf, den im Banat verbliebenen Senioren eine Heimstätte zu schaffen.
- Adam–Müller–Guttenbrunn–Stiftung

Mit Hilfe des Bundesministeriums des Innern konnte Helmut Schneider 1994 mit dem Adam-Müller-Guttenbrunn-Haus in Timișoara ein Musterprojekt schaffen. Die Adam-Müller-Guttenbrunn-Stiftung in Timișoara zur Unterstützung der deutschen Minderheit im Banat umfasst einen sozialen und einen kulturellen Bereich. Zwischen 1992 und 1994 wurde der Neubau der „Adam-Müller-Guttenbrunn-Stiftung Temeschburg“ errichtet. Dieser wurde 1994 in Anwesenheit des damaligen Außenministers der Bundesrepublik Deutschland Klaus Kinkel feierlich eröffnet. Zur AMG-Stiftung gehören u. a. die Altenheime in Sântana mit 40 und in Bacova mit 20 Plätzen sowie die Sozialstationen in Biled und in Sânnicolau Mare. In den Sozialstationen werden täglich bis zu 300 warme Mahlzeiten an Bedürftige gereicht.
- Seniorenzentrum Josef Nischbach

Nachdem Helmut Schneider die Senioren im Banat versorgt wusste, begann er sich um die Landsleute in Deutschland zu kümmern und eröffnete 1999 das Seniorenzentrum Josef Nischbach in Ingolstadt. Das Seniorenzentrum wurde nach dem Geistlichen der Banater Schwaben Josef Nischbach benannt und bietet betreutes Wohnen, stationäre Altenpflege und ambulante Pflege.
- Landsmannschaftliche Tätigkeit

1982 gründete Helmut Schneider den landsmannschaftlichen Kreisverband Schwabach, dessen Vorsitzender er bis 1995 war. Von 1980 bis 1995 war er im Vorstand des Landesverbands Bayern, von 1986 bis 1995 dessen stellvertretender Vorsitzender. Von 1984 bis 1992 gehörte er dem Bundesvorstand der Landsmannschaft der Banater Schwaben an.

## Anerkennung und Auszeichnungen
- 1976 – Platz 50 in der Weltrangliste der Photographie Society of America
- 1994 – Ehrenbürger der Stadt Timișoara
- 1995 – Bundesverdienstkreuz am Bande der Bundesrepublik Deutschland, verliehen von Bundespräsident Roman Herzog
- ohne Datum – Prinz-Eugen-Nadel der Landsmannschaft der Banater Schwaben[1]

## Bildband
- Helmut Schneider: Das Banat, 1986 Konrad–Theiss–Verlag ISBN 3-8062-0469-1